# Carnival Radiance
El Carnival Radiance (anteriormente Carnival Victory) es un crucero de la clase Destiny operado por Carnival Cruise Line. Se convirtió en la última de las tres naves de la clase Destiny en someterse a un reacondicionamiento y cambio de nombre.
En abril de 2020, se suponía que el barco comenzaría una remodelación en un dique seco en Cádiz, España, por 200 millones de dólares. Sin embargo, debido a la pandemia de COVID-19, la reparación se retrasó hasta mediados de 2021. Después de este dique seco, el barco pasó a llamarse Carnival Radiance. El reacondicionamiento del barco se completó en octubre de 2021 y reanudó el servicio el 13 de diciembre.